# Мечеть султана Хасана
Мечеть султана Хасана (араб. جامع السلطان حسن) — вважають стилістично найкомпактнішою й найузагальнюючою з усіх пам'яток Каїра. Це один із шедеврів архітектури мамлюків. Побудована мамлюцьким султаном ан-Насіром Хасаном в 1356 для того, щоб бути мечеттю і релігійною школою для всіх чотирьох сунітських правових шкіл (шкафіїтів, маликітів, ханафітів і ханбалітів).

## Історія
Будівництво почалося в 1356 і закінчилося через шість років, в 1362. Один із мінаретів зруйнувався під час будівництва, в результаті загинули близько сотні учнів медресе. Держава була спроможна фінансувати таке велике будівництво, незважаючи на величезні людські втрати від пандемії чуми — Чорної смерті. При зведенні будівлі використовувалося облицювання, демонтоване з великих пірамід.
Султан був убитий внаслідок палацової змови, перш ніж мечеть була закінчена. У мавзолеї, призначеному для султана Хасана, замість нього поховані двоє його синів.

## Архітектура
Фасад 76 метрів завдовжки та 36 метрів заввишки. Карнизи, вхідні двері, мавзолей та монументальні сходи особливо примітні. Вірші Корану у витонченому куфічному стилі та оригіналах сулюс прикрашають внутрішні стіни.

## У літературі
Точно дивная фата-моргана,

Виден город у ночи в плену,

Над мечетью султана Гассана

Минарет протыкает луну.— Микола Гумільов. Зі збірника "Шатер"

## Галерея

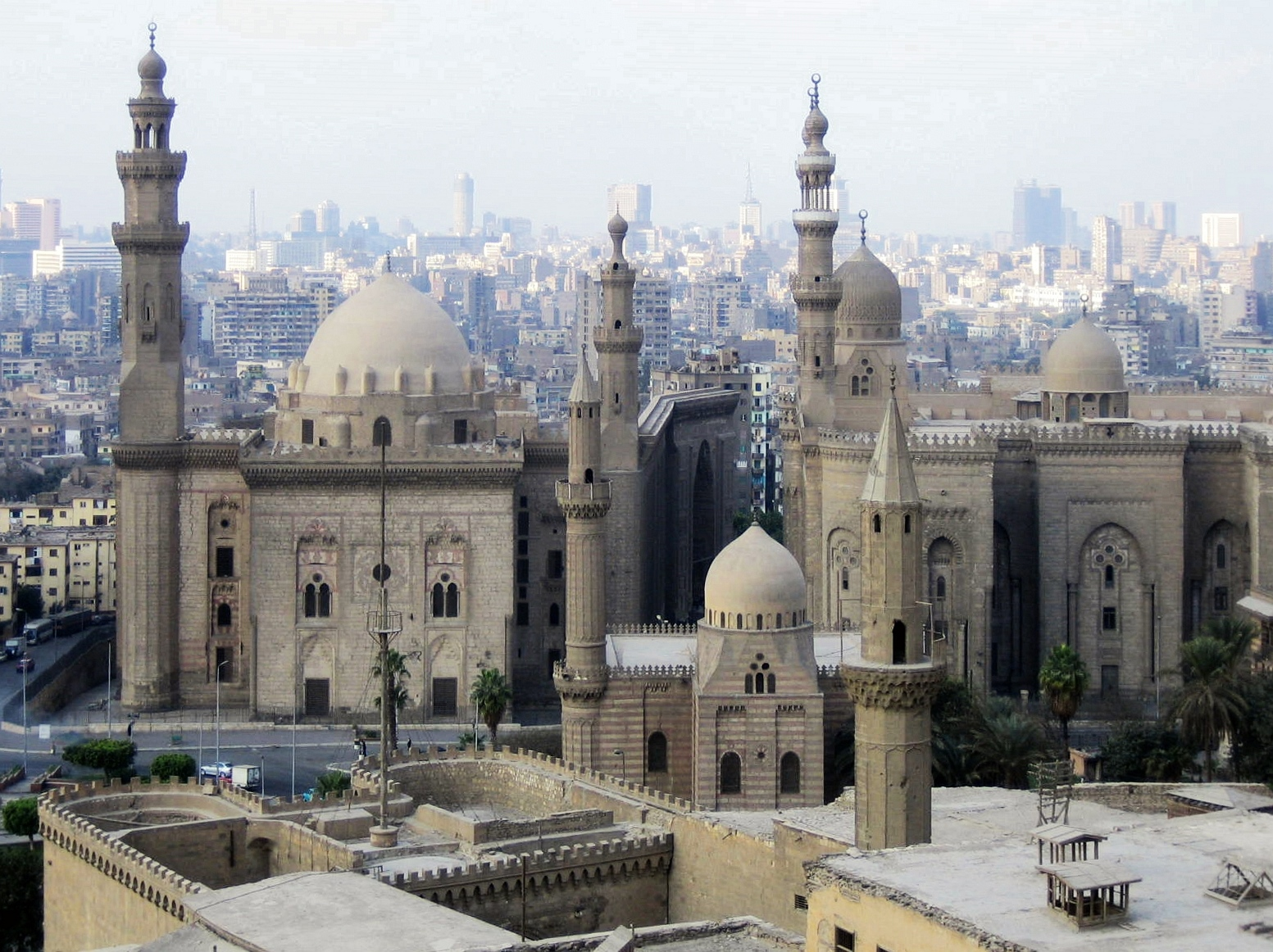
Мечеть Султана Хассана (ліворуч), трохи далі мечеть ар-Ріфаї та дві невеликі османські мечеті
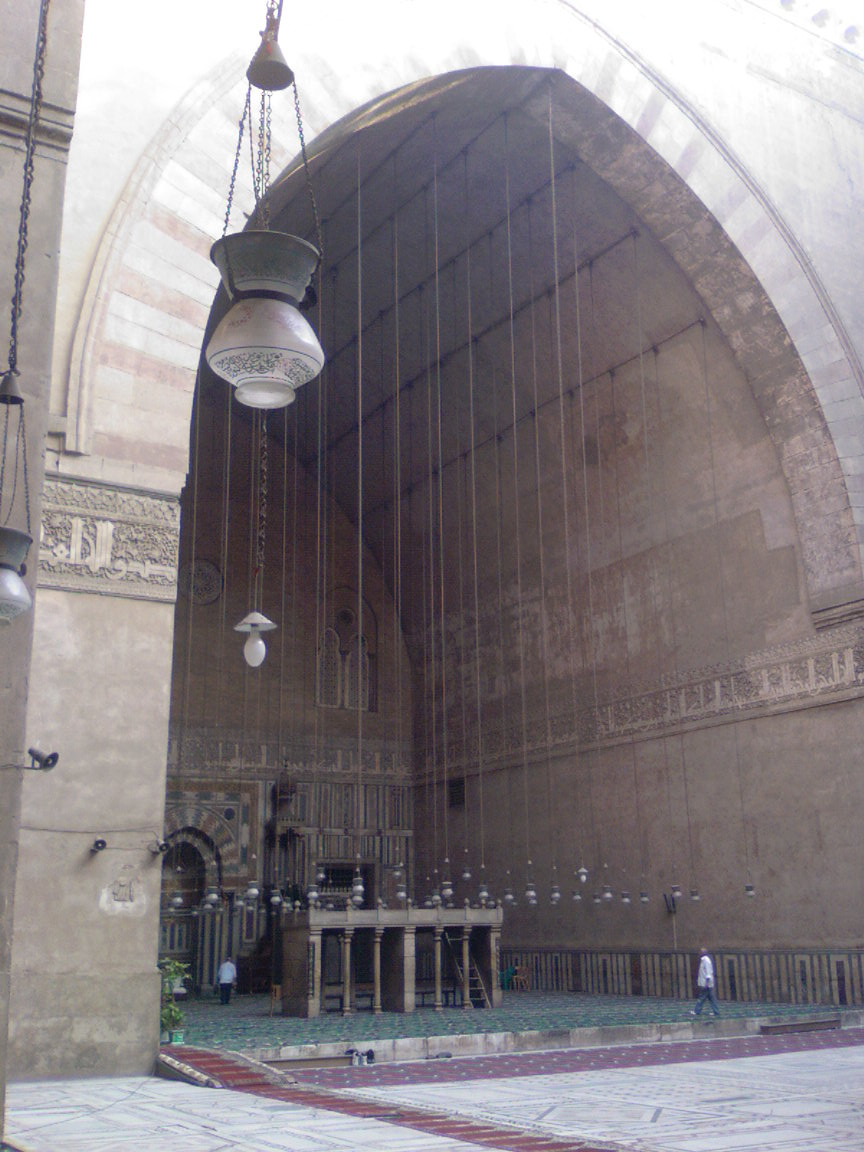
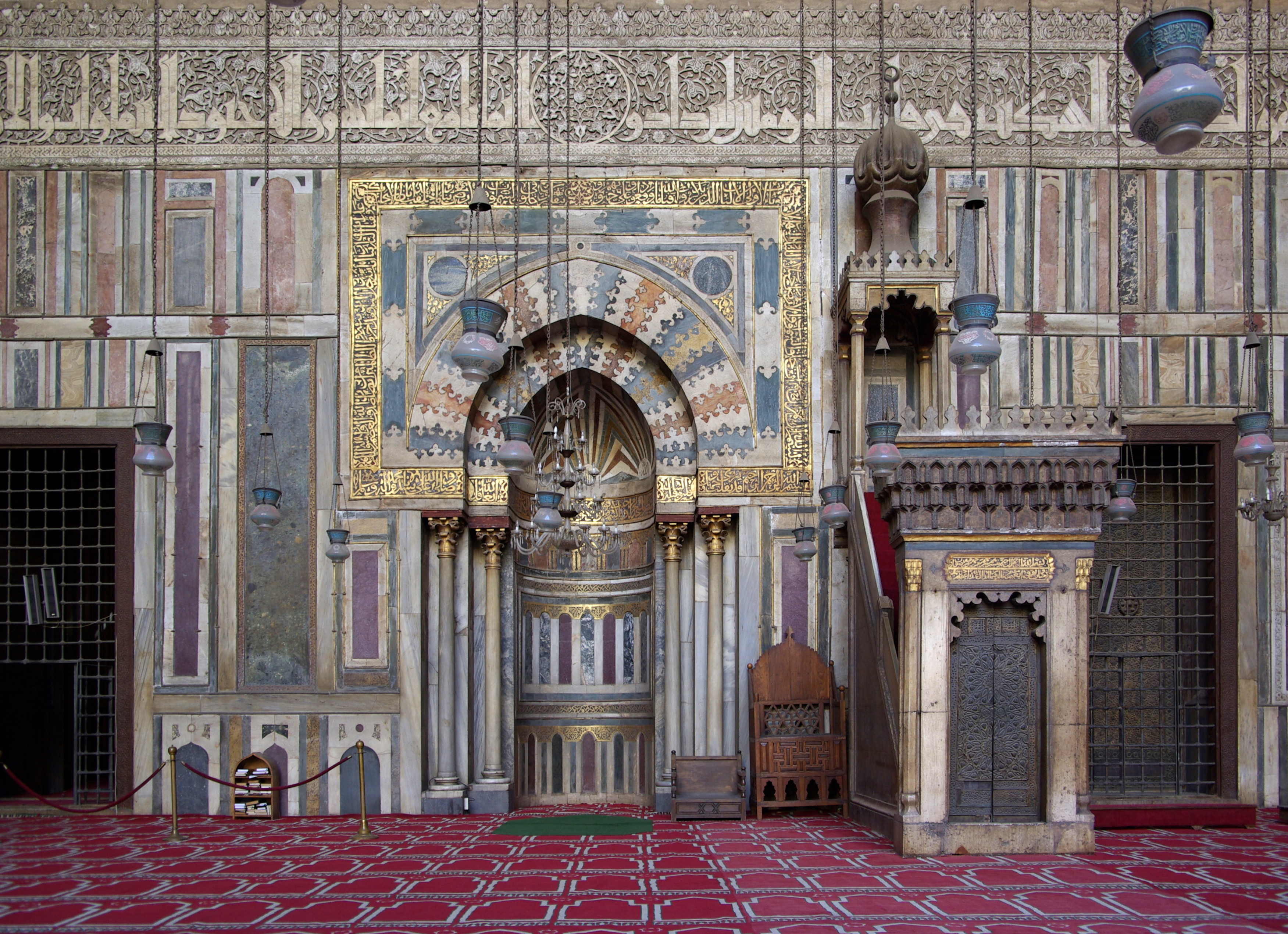